# Pogny

Pogny este o comună în departamentul Marne, Franța. În 2009 avea o populație de 865 de locuitori.